# FK Dečić Tuzi
Maillots
Le Fudbalski klub Dečić Tuzi (en monténégrin : Фудбалскли клуб Дечић Тузи), plus couramment abrégé en FK Dečić Tuzi, est un club monténégrin de football fondé en 1926 et basé à Tuzi, une banlieue au sud de Podgorica, la capitale du pays.

## Entraineurs
Fuad Krkanović (2013 - 2016)
 Milija Savović (2016)
 Edis Mulalić (2016 - 2022)
 Mirko Marić (2017)
 Miljan Radović (2021 - 2023)
 Vladímiros Yiánkovits (2021 - 2023)
 Vladimir Gaćinović (2022)
 D. Hadžiosmanović (2022)
 Juraj Jarábek (2022)
 Nebojša Jandrić (2022)

## Bilan sportif

### Palmarès
| Compétitions nationales |
| --- |
| - Championnat du Monténégro (1) : - Champion : 2023-2024 - Championnat du Monténégro de deuxième division (2) : - Champion : 2012-2013 et 2020. - Coupe du Monténégro (1): - Vainqueur : 2024-2025. - Finaliste : 2020-2021 et 2021-2022. |

### Bilan par saison
| Saison    | Div. | Clas. | Points | Journée | Vic. | Nuls | Déf. | B.P. | B.C. | Diff. | Coupe Monténégro |
| --------- | ---- | ----- | ------ | ------- | ---- | ---- | ---- | ---- | ---- | ----- | ---------------- |
| 2009-2010 | D1   | ...   | ...    | ...     | ...  | ...  | ...  | ...  | ...  | ...   | 8e de finale     |
| 2008-2009 | D1   | 11e   | 31     | 33      | 9    | 4    | 20   | 23   | 45   | -22   | 8e de finale     |
| 2007-2008 | D1   | 7e    | 38     | 33      | 10   | 8    | 15   | 26   | 37   | -11   | 8e de finale     |
| 2006-2007 | D1   | 10e   | 34     | 33      | 8    | 10   | 15   | 29   | 46   | -17   | 4e de finale     |

### Bilan européen
Note : dans les résultats ci-dessous, le score du club est toujours donné en premier
| Saison    | Compétition             | Tour             | Club           | Domicile | Extérieur | Total             |
| --------- | ----------------------- | ---------------- | -------------- | -------- | --------- | ----------------- |
| 2021-2022 | Ligue Europa Conférence | Premier tour Q   | KF Drita       | 0 - 1    | 1 - 2     | 1 - 3             |
| 2022-2023 | Ligue Europa Conférence | Premier tour Q   | Dinamo Minsk   | 1 - 2    | 1 - 1     | 2 - 3             |
| 2024-2025 | Ligue des champions     | Premier tour Q   | The New Saints | 1 - 1    | 0 - 3     | 1 - 4             |
| 2024-2025 | Ligue Conférence        | Deuxième tour Q  | Dinamo Batoumi | 0 - 0    | 2 - 0     | 2 - 0             |
| 2024-2025 | Ligue Conférence        | Troisième tour Q | HJK Helsinki   | 2 - 1 ap | 0 - 1     | 2 - 2 (3 - 4 tab) |
| 2025-2026 | Ligue Conférence        | Premier tour Q   | Sileks Kratovo | 2 - 0    | 1 - 2     | 3 - 2             |
| 2025-2026 | Ligue Conférence        | Deuxième tour Q  | Rapid Vienne   | 0 - 2    | 2 - 4     | 2 - 6             |

Légende
- Victoire ou qualification pour le tour suivant
- Match nul
- Défaite ou élimination de la compétition